# Tokashiki-jima
Tokashiki-jima (渡嘉敷島) est une des îles Kerama dans l'archipel Nansei au Japon en mer de Chine orientale. 
D'un point de vue administratif, elle fait partie du district de Shimajiri dans la préfecture d'Okinawa.

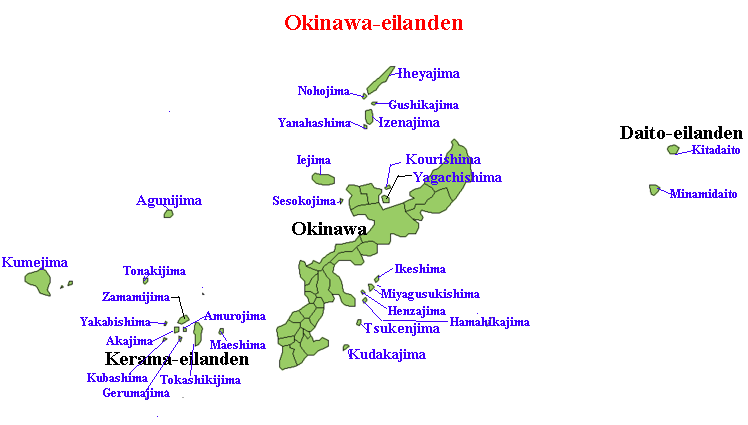
Situation de Tokashiki-jima.

L'île a une superficie de 15,31 km2 et une population de 760 habitants en 2010, dans le village de Tokashiki (渡嘉敷村, Tokashiki-son).